# آب سنگین
آب سنگین (به انگلیسی: Heavy water) معمولاً به اکسید هیدروژن سنگین، D۲O یا ۲H۲O گفته می‌شود. هیدروژن سنگین یا دوتریوم (Deuterium) ایزوتوپی پایدار از هیدروژن است که به نسبت یک به ۶۴۰۰ از اتم‌های هیدروژن در طبیعت وجود دارد.
در آب سنگین (با فرمول D۲O) ایزوتوپ هیدروژن به نام دوتریم (با نماد اتمی ۲H یا D) با اکسیژن ترکیب شده‌است. خواص فیزیکی و شیمیایی آن به نوعی مشابه با آب معمولی یا همان H۲O است. از کاربردهای این آب می‌توان به استفاده از آن در رآکتورهای هسته‌ای با سوخت اورانیم، به عنوان مهارگر (Moderator) به جای گرافیت و نیز عامل انتقال گرمی رآکتور نام برد.

## ساختار و خواص شیمیایی
مولکول آب سنگین همانند مولکول آب معمولی، یک مولکول قطبی است و زاویه پیوند در آن کم‌تر از زاویه چهاروجهی منتظم، یعنی کم‌تر از ۱۰۹٫۵ درجه است. این مولکول همانند آب معمولی به عنوان یک ماده آمفی‌پروتیک عمل می‌کند؛ یعنی می‌تواند یون هیدروژن بدهد و بگیرد (در این‌جا ایزوتوپ دوتریم است که به شکل یون مثبت، مبادله می‌گردد). به دلیل کوچک‌تر بودن ایزوتوپ دوتریم نسبت به پروتیم (هیدروژن معمولی) طول پیوند O-D در آب سنگین اندکی از طول پیوند آب معمولی (O-H) کمتر است.

## تاریخچه
والتر راسل در سال ۱۹۲۶ با استفاده از جدول تناوبی «مارپیچ» وجود دوتریم را پیش‌بینی کرد.
هارولد یوری شیمیدان و از پیشتازان فعالیت روی ایزوتوپها که در سال ۱۹۳۴ جایزه نوبل در شیمی گرفت در سال ۱۹۳۱ ایزوتوپ هیدروژن سنگین را که بعدها به منظور افزایش غلظت آب مورد استفاده قرار گرفت، کشف کرد.
همچنین در سال ۱۹۳۳، گیلبرت نیوتن لوویس (Gilbert Newton Lewis شیمیدان و فیزیکدان مشهور آمریکایی) استاد هارولد یوری توانست برای اولین بار نمونه آب سنگین خالص را به‌وسیله عمل برق‌کافت تولید کند.
اولین کاربرد علمی از آب سنگین در سال ۱۹۳۴ توسط دو بیولوژیست به نام‌های هوسی (Hevesy) و هافر (Hoffer) صورت گرفت. آن‌ها آب سنگین را برای آزمایش ردیابی بیولوژیکی، به منظور تخمین میزان بازدهی آب در بدن انسان، مورد استفاده قرار دادند.

## روش تهیه
در طبیعت از هر ۳۲۰۰ مولکول آب یکی آب نیمه سنگین (HDO) است. هنگامی که مقدار HDO در آب زیاد شد، میزان آب سنگین نیز بیشتر می‌شود زیرا مولکول‌های آب هیدروژن‌های خود را با یکدیگر عوض می‌کنند و احتمال دارد که از دو مولکول HDO یک مولکول H۲O یا آب معمولی و یک مولکول D۲O یا آب سنگین به وجود آید. برای تولید آب سنگین خالص با استفاده از روش‌های تقطیر یا الکترولیز به دستگاه‌های پیچیده تقطیر و الکترولیز و همچنین مقدار زیادی انرژی نیاز است، به همین دلیل بیشتر از روش‌های شیمیایی برای تهیه آب سنگین استفاده می‌کنند.

## کاربردهای صنعتی

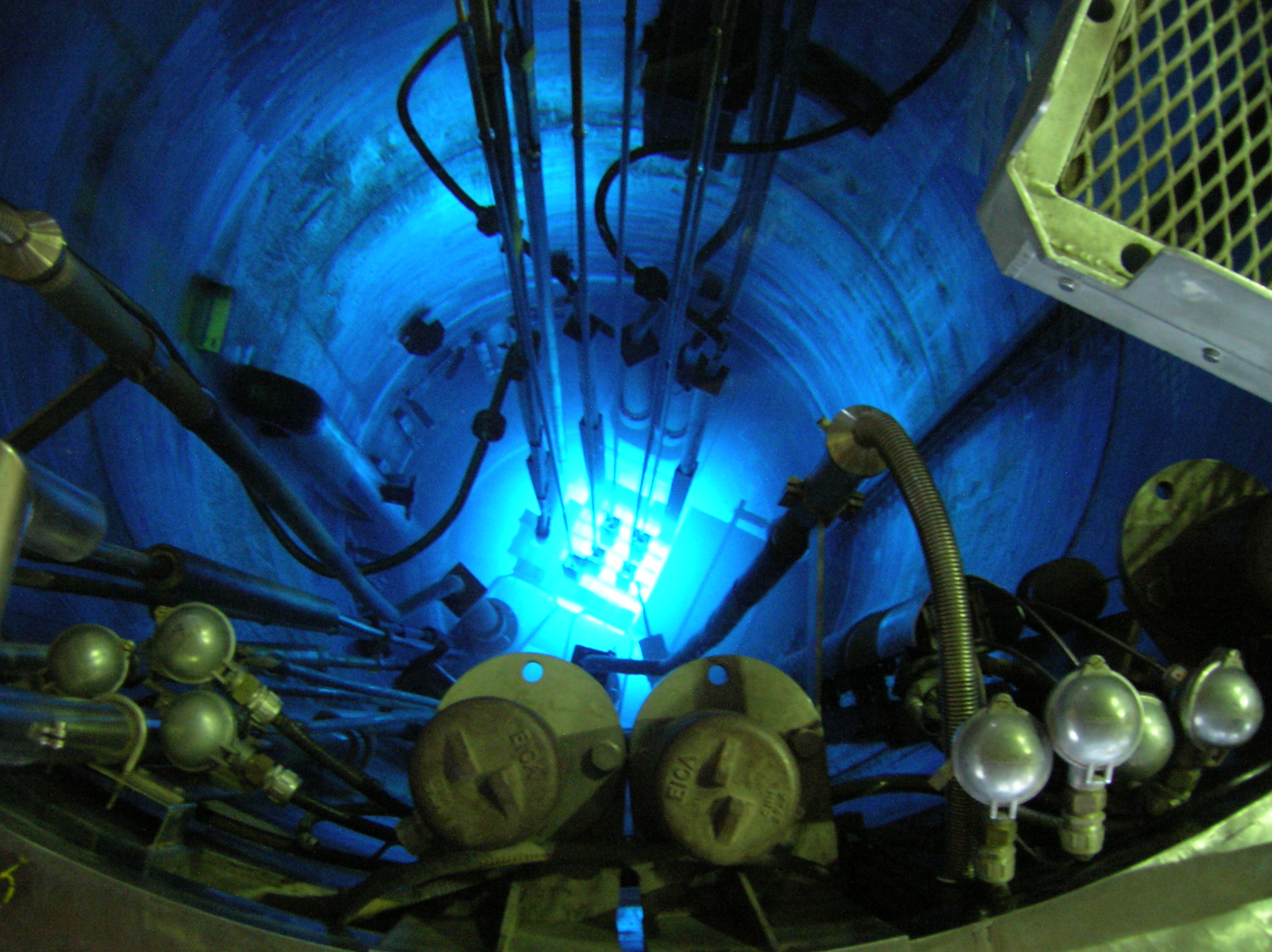
Reactor nuclear experimental RA-6

### کندکننده نوترون
آب سنگین در بعضی از انواع رآکتورهای هسته‌ای نیز به عنوان کندکننده نوترون به کار می‌رود. نوترون‌های کند می‌توانند با اورانیوم واکنش بدهند. از آب سبک یا آب معمولی هم می‌توان به عنوان کندکننده استفاده کرد، اما از آنجایی که آب سبک نوترونهای حرارتی را هم جذب می‌کنند، رآکتورهای آب‌سبک باید از اورانیوم غنی شده با خلوص زیاد استفاده کنند، اما رآکتور آب‌سنگین می‌تواند از اورانیوم معمولی یا غنی نشده هم استفاده کند، به همین دلیل تولید آب سنگین به بحث‌های مربوط به جلوگیری از توسعه سلاح‌های هسته‌ای مربوط است. رآکتورهای تولید آب سنگین را می‌توان به گونه‌ای ساخت که بدون نیاز به تجهیزات غنی سازی، اورانیوم را به پلوتونیوم قابل استفاده در بمب اتمی تبدیل کند. البته برای استفاده از اورانیوم معمولی در بمب اتمی می‌توان از روش‌های دیگری هم استفاده کرد.
کشورهای هند، اسرائیل، پاکستان، کره شمالی، روسیه و آمریکا از رآکتورهای تولید آب سنگین برای تولید بمب اتمی استفاده کردند. با توجه به امکان استفاده از آب سنگین در ساخت سلاح هسته‌ای، در بسیاری از کشورها دولت تولید یا خرید و فروش مقدار زیاد این ماده را کنترل می‌کند. اما در کشورهایی مثل آمریکا و کانادا می‌توان مقدار غیر صنعتی یعنی در حد گرم و کیلوگرم را بدون هیچ گونه مجوز خاصی از تولیدکنندگان یا عرضه‌کنندگان مواد شیمیایی تهیه کرد. هم‌اکنون قیمت هر کیلوگرم آب سنگین با خلوص ۹۸/۹۹درصد حدود ۶۰۰ تا ۷۰۰ دلار است. گفتنی است بدون استفاده از اورانیوم غنی شده و آب سنگین هم می‌توان رآکتور تولید پلوتونیوم ساخت. کافی است که از کربن فوق‌العاده خالص (کُک) به عنوان کندکننده استفاده شود.

### آشکار سازی نوترینو
رصد خانه نوترینوی سادبری در انتاریوی کانادا از هزار تن آب سنگین استفاده می‌کند. آشکار ساز نوترینو در اعماق زمین و در دل یک معدن قدیمی کار گذاشته شده تا مئون‌های پرتوهای کیهانی به آن نرسد. هدف اصلی این رصدخانه یافتن پاسخ این پرسش است که آیا نوترینوهای الکترون که از همجوشی در خورشید تولید می‌شوند، در مسیر رسیدن به زمین به دیگر انواع نوترینوها تبدیل می‌شوند یا خیر. وجود آب سنگین در این آزمایش‌ها ضروری است، زیرا دوتریم مورد نیاز برای آشکارسازی انواع نوترینوها را فراهم می‌کند.
آب سنگین یکی از اجزای داخلی یک بمب هیدروژنی است.
از آن در ساخت دستگاه های NMR spectroscopy استفاده میشود که --
-- یکی از موارد کاربرد آن کشف و نمایش شکل ملکول های مواد دارویی است.
طیف‌سنجی تشدید مغناطیسی هسته‌ای

## آب نیمه سنگین
چنانچه در اکسید هیدروژن تنها یکی از اتم‌های هیدروژن به ایزوتوپ دوتریوم تبدیل شود نتیجه حاصله (HDO) را آب نیمه سنگین می‌گویند. در مواردی که ترکیب مساوی از هیدروژن و دوتریوم در تشکیل مولکولی آب حضور داشته باشند، آب نیمه سنگین تهیه می‌شود. دلیل این امر تبدیل سریع اتم‌های هیدروژن و دوتریوم بین مولکول‌های آب است، مولکول آبی که از ۵۰ درصد هیدروژن معمولی (H) و ۵۰ درصد هیدروژن سنگین(D) تشکیل شده‌است، در موازنه شیمی در حدود ۵۰ درصد HDO و ۲۵ درصد آب (H2O) و ۲۵ درصد D2O خواهد داشت.
نکته قابل توجه آن است که آب سنگین را نباید با آب سخت که اغلب شامل املاح زیاد است یا با آب تریتیوم (T2O or 3H۲O) که از ایزوتوپ دیگر هیدروژن تشکیل شده‌است، اشتباه گرفت. تریتیوم ایزوتوپ دیگری از هیدروژن است که خاصیت رادیواکتیو دارد و بیشتر برای ساخت موادی که از خود نور منتشر می‌کنند بکار برده می‌شود.

## نوشیدن آب سنگین
باتوجه به اینکه به ازای هر ۶۴۰۰ مولکول آب در طبیعت یک مولکول آب سنگین وجود دارد ونیز تشکیل هفتاد درصد وزن بدن هر فرد از آب، پس مولکول آب سنگین در بدن هر فردی به میزان ناچیزی وجود دارد. اما نوشیدن یک لیوان آب سنگین خالص ( با عدم در نظر گیری قیمت بالای تولید آن) باعث سرگیجه در فرد به علت وزن سنگین تر آن نسبت به آب سبک و تغییر در وزن مایع گوش داخلی می‌شود. اما نوشیدن طولانی مدت آن (چند هفته) باعث مسمومیت و مشکلات حاد سلامتی به علت پایداری بیشتر آن نسبت به آب سبک و تغییر در متابولیزم بدن می‌شود.

## آب با اکسیژن سنگین
آب با اکسیژن سنگین، در حالت معمول H۲۱۸O است که به صورت تجارتی در دسترس است بیشتر برای ردیابی بکار برده می‌شود. به عنوان مثال با جایگزین کردن این آب (از طریق نوشیدن یا تزریق) در یکی از عضوهای بدن می‌توان در طول زمان میزان تغییر در مقدار آب این عضو را بررسی کرد.
این نوع از آب به ندرت حاوی دوتریوم است و به همین علت خواص شیمیایی و بیولوژیکی خاصی ندارد برای همین به آن آب سنگین گفته نمی‌شود. ممکن است اکسیژن در آن‌ها به صورت ایزوتوپ‌های O۱۷ نیز موجود باشد، در هر صورت تفاوت فیزیکی این آب با آب معمولی تنها چگالی بیشتر آن است.

### آزمون‌های سوخت و ساز در بدن
از مخلوط آب سنگین با ۱۸O H۲ (آبی که اکسیژن آن ایزوتوپ ۱۸O است نه ۱۶O) برای انجام آزمایش اندازه‌گیری سرعت سوخت و ساز بدن انسان و حیوانات استفاده می‌شود. این آزمون سوخت و ساز را معمولاً آزمون آب دوبار نشان دار شده می گویند.